# Karl Bücher
Karl Wilhelm Bücher (16 de febrero de 1847, Kirberg, Hesse @– 12 de noviembre de 1930, Leipzig, Saxony) era un economista alemán, uno de los fundadores de economía de no-mercado, y el fundador de periodismo como una disciplina académica.[cita requerida]

## Biografía

### Primeros años
Karl Bücher nació en Kirberg, un pueblo pequeño en Hesse, como el hijo de un pequeño, no muy exitoso labrador; su abuelo Philipp era un fabricante de gabinetes. La madre de Karl, Christiane née Dorn, era la hija de un panadero .[cita requerida]  Bücher estudió en una escuela preparatoria privada con un Pastor en el cercano Dauborn y  entre 1863–1866 en el Gimnasio Católico en Hadamar, donde  fue primus omnium .[cita requerida] Un profesor de Bücher  recomienda que él sea universitario y, después de que mucha discusión, los padres Bücher finalmente aceptaron.[cita requerida]

### Estudios universitarios
Bücher estudió en la Universidad de Bonn (también parte de Prussia), concentrándose en Historia y los Clásicos, con el objetivo de convertirse en un profesor de Gimnasio .[cita requerida] El más importante profesore de Bücher  fue el Historiador Antiguo Arnold  Schäfer .[cita requerida] Por un tiempo,  él fue un tutor privado  en Heppenheim que financió sus estudios, y entonces continuó en Göttingen y Bonn, culminando en 1870 un Dr..phil. (Ph.D.) en Historia y Epigrafía con una (publicada) ldisertación titulada De gente Aetolica amphictyoniae participe .[cita requerida]  Después de algún tiempo como profesor de gimnasio y periodista, especialmente en Fráncfort donde  fue famoso por su visión liberal, anti-Bismarck, Bücher decidió optar por la academia y tomó su Habilitación en la Universidad de Múnich .[cita requerida]
En 1882 Bücher estuvo elegido por la facultad como un extraordinario catedrático en la Universidad de Erlangen, Bücher abandonó el recibir aprobación Ministerial. Aun así, también recibió y aceptó una invitación a una Jefatura Académica en la Universidad de Tartu (entonces Dorpat), la universidad de lengua alemana en la luego provincia rusa de Livonia. La invitación le permitió casarse con su prometida de aquel entonces Emilie Mittermaier .[cita requerida]
En Dorpat, Bücher asumió la Jefatura Académica de Etnografía, Geografía, y Estadística como sucesor de Wilhelm Stieda, concentrándose casi exclusivamente en estadísticas. Aquí,  concibe la "ciencia de diario" (Zeitungswissenschaften) como un nuevo campo de beca. El 17 de agosto (29 agosto nuevo-estilo) de 1883, el único hijo de Bücher, más tarde juez en Leipzig, nació. En el mismo año, Bücher recibió, y aceptó fuera de consideraciones familiares, una invitación a la Jefatura Académica de Economía y Estadística en la Universidad de Basel como sucesor de Alphons Thun. Él se queda allí hasta que 1890, durante ese tiempo  desarrolla una amistad con el historiador y filósofo cultural Jakob Burckhardt. Bücher fue elegido Presidente de la Asociación de Estadística Económica; su trabajo era principalmente enfocado en Basel y la estadística. En Basel,  entregó las primeras conferencias, así como las primeras conferencias en toda Europa, sobre la "ciencia de diario" .[cita requerida]
En 1889/90, Bücher acepta una invitación a la Jefatura Académica de Economía en la Escuela Superior Técnica en Karlsruhe, en el Ducado Magnífico de Baden, anteriormente dirigido por Eberhard Gothein .[cita requerida]
El plan para invitar a Bücher a la Jefatura Académica de Economía en la Universidad de Leipzig en el Reino de Saxony como sucesor de Lujo Brentano falló para razones políticas; Bücher era todavía juzgado como demasiado liberal. Aun así, la Universidad de Leipzig creó una segunda Jefatura Académica en Economía, con la adición de Estadísticas. Bücher fue sugerido unánimemente y sin competición, y en el tiempo recibió aprobación oficial .[cita requerida]
Su experiencia en Leipzig (1892–1916) fue el tiempo más fructífero de Bücher. En 1893,  publicó Dado Entstehung der Volkswirtschaft (El Crecimiento de la Economía Nacional), su más importante libro, y el estudio fundacional de la economía de no-mercado (intercambio y regalo). El 17 y última edición del libro original apareció entre 1926–1930;  está traducido al francés e inglés y pasó por seis ediciones en América. En 1895, Bücher fue elegido miembro de la Academia Bávara de Ciencia, Clase Histórica. En 1896, Arbeit und Rhythmus (Trabajo y Ritmo) apareció;  hay seis ediciones hasta 1924. Está traducido al ruso en 1899 y fue reimpreso en 1923.
En 1901, Bücher se vuelve coeditor, con Albert Schäffle, luego editor único después de 1904, del eminente Zeitschrift für dado gesamte Staatswissenschaft (Revista para Todas las Ciencias  Políticas) establecida en 1844 como la primera revista económica alemana de un alto estándar académico y aún publicada hoy como "La Revista de Economía Institucional" (JOIE). Editó esta revista clave de administración y economía alemanas hasta 1924. En 1901/1902  sirvió como Canciller de Vicio de la Facultad de Filosofía, en 1902/1903 como Decano de la Facultad de Filosofía, y en 1903/04 como Rector de la Universidad de Leipzig .[cita requerida]
En 1916, basado en su mala experiencia con prensas y propaganda durante Primera Guerra Mundial, Bücher fundó el Institut für Zeitungswissenschaften (Instituto para la Ciencia de Diario) en la Universidad de Leipzig (después de haber establecido una división departmental en 1915), la primera institución como tal en Europa. Hasta 1926, Bücher encabezó el Instituto y promovió el campo, estableciendo como disciplina académica en Alemania con resultados duraderos. En 1919, durante la revolución alemana, Bücher publicó un folleto sobre la socialización de fábricas así como su autobiografía altamente exitosa, Lebenserinnerungen (Memorias de Vida) .[cita requerida]
Bücher fue, por algún tiempo un miembro del Consejo del Ayuntamiento de Leipzig. Después de su doctorado ganado,  recibió unos honorarios en Leyes (Dr..jur.h.c.) de Gießen y en Economía (Dr..rer.pol.) de Bonn. Fue parte  del Real Saxon Geheimer Hofrat y un miembro de la Academia Real Sajona.[cita requerida]

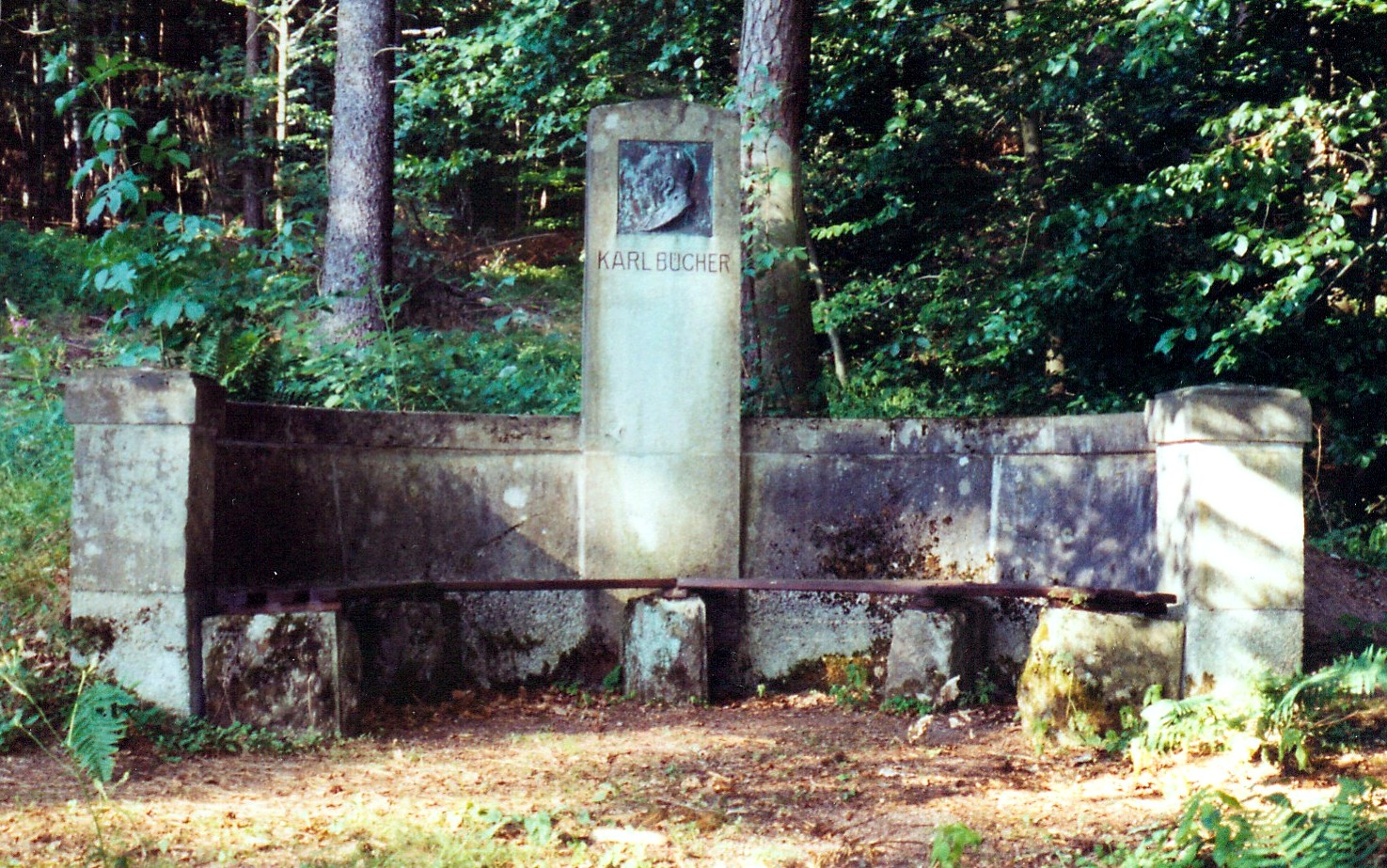
tumba de Karl Bücher»